# Staufen
Staufen é uma comuna da Suíça, no Cantão Argóvia, com cerca de 2.332 habitantes. Estende-se por uma área de 3,58 km², de densidade populacional de 651 hab/km². Confina com as seguintes comunas: Lenzburg, Rupperswil, Schafisheim, Seon.
A língua oficial nesta comuna é o alemão.